# Ptichopus carajaensis
Ptichopus carajaensis là một loài bọ cánh cứng trong họ Passalidae. Loài này được Fonseca & Riberto miêu tả khoa học năm 1993.